# 시질로
시질로(이탈리아어: Sigillo)는 이탈리아 움브리아주 동부 지역에 위치한 페루자도의 코무네다. 페루자 북동쪽에서 35km 거리에 있다.

## 역사
로마인들에게 정복되기 이전, 시질로 지역은 움브리 부족인 수일라테스(Suillates)족이 살고있었고, 이후에 로마의 뮤니시품 '수일룸'(Suillum)이 되어 플라미니아 가도의 중간지였다. 서기 410년에 알라리크 1세의 고트족이 로마로 행군하는 동안 파괴되었다.
나중에 이곳은 롬바르드족 계열의 스폴레토 공국령의 일부가 되었고 8세기 후반에 프랑크족에게 정복당한뒤, 노체라의 가스탈드령이 되었다. 1230년, 프리드리히 2세는 구엘프파였던 이곳을 벌하면서 파괴하였다. 페루자는 1274년에 거대한 성과 함께 시질로를 재건하였다. 그뒤에는 발리오니, 볼드리노, 아초 그리고 몬테펠트로 가문에 거기다 콘도티에로 브라초 다 몬토네까지 가세하여 분쟁의 중심지가 되었다. 1500년에 체사레 보르자에게 공성을 당했고, 16세기 후반에 교황령의 일부가 되었다.